# Caçador
Caçador est une ville brésilienne située dans la mésorégion Ouest de Santa Catarina, dans l'État de Santa Catarina.

## Généralités
Entre autres attractions touristiques, on peut citer le pont Coberta de Madeira Antonio Bortolon, construit en 1924, le musée du Contestado, la réserve naturelle du Contestado, principal sanctuaire écologique de la région et la forêt nationale de Caçador, avec ses pins et araucárias.

## Géographie
Caçador se situe par une latitude de 26° 46' 30" sud et par une longitude de 51° 00' 54" ouest, à une altitude de 920 mètres. Sa population était de 70 735 habitants au recensement de 2010. La municipalité s'étend sur 982 km2.
Caçador se situe dans la haute vallée du rio do Peixe. La température moyenne annuelle est de 16,6 °C et les précipitations oscillent entre 1 600 et 1 800 mm par an. Son point culminant atteint 1 308 mètres d'altitude.
Caçador détient le record officiel de la température la plus basse du Brésil, avec −14 °C en 1975. D'autres données, non officielles, rapportent une température de −17 °C en 1996, au  Morro da Igreja, sur la municipalité d'Urubici, également dans l’État de Santa Catarina.
Elle fait partie de la microrégion de Joaçaba, dans la mésorégion Ouest de Santa Catarina.

## Histoire

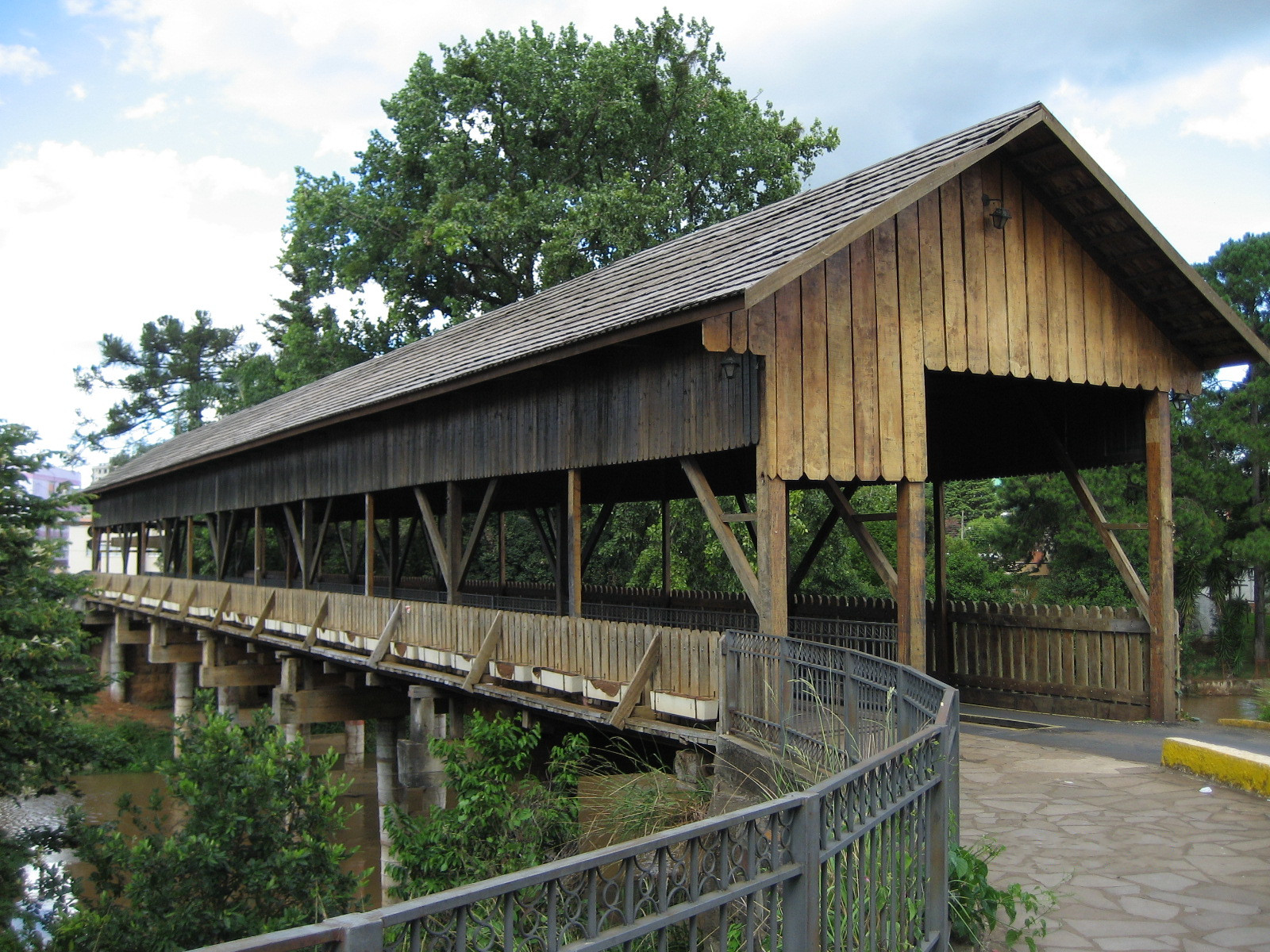
Le pont Antonio Bortolon

Les rives du rio do Peixe étaient habitées par les Indiens des ethnies kaingang et xokleng jusqu'en 1881, quand des familles d'origine européenne s'établirent dans la région et, à cause de l'abondance de gibier, l'appelèrent rio do Caçador (rivière du chasseur, en français).
Francisco Corrêa de Melo, en provenance de Campos Novos, s'établit sur les berges du rio do Caçador en 1881. Il est considéré comme le premier habitant d'origine portugaise. Il fut suivi en 1887 par Pedro Ribeiro et, en 1891, par Tomaz Gonçalves Padilha.
Avec la construction de la voie de chemin de fer São Paulo – Rio Grande do Sul, de 1908 à 1910, la colonisation s'intensifia avec l'arrivée d'immigrants d'origine italienne, allemande, polonaise, syrienne et libanaise. En 1910, le chemin de fer arriva à Caçador et permit l’arrivée de nombreux immigrants italiens en provenance du Rio Grande do Sul. Avec la colonisation de Rio das Antas, par la Brazil Railway Co. de nombreux colons d'origine germano-brésilienne venus du littoral de Santa Catarina s'établirent dans la région.
La municipalité de  Caçador se trouve dans le cœur de la région où se déroula, de 1912 à 1916, la guerre du Contestado.
La construction de la route Caçador/Curitibanos, en 1933, donna une grande impulsion au développement de la région.  En 1923, la localité, sous le nom de Rio Caçador, devint un district de la municipalité de Campos Novos. En 1933, elle devient district de la municipalité de Curitibanos.
La croissance de la population et des industries du bois poussèrent à la création de la municipalité, le 25 mars 1934, par démembrement des villes de Curitibanos, Campos Novos, Cruzeiro et Porto União.

## Drapeau

Drapeau de Caçador.

Le drapeau de la municipalité brésilienne de Caçador est l'un des symboles officiels de la ville.
Il est constitué d'un rectangle, dont les dimensions obéissent aux mêmes règles que le drapeau du Brésil. Il est divisé en huit parties, sur fond bleu, avec au centre un rectangle blanc de dimensions inférieures, contenant le blason de la ville. Délimitant les différentes parties du drapeau, huit bandes blanches et rouges partent du rectangle central, selon les diagonales et les médianes du drapeau.

## Administration
La municipalité est constituée de deux districts :
- Caçador (siège du pouvoir municipal)
- Taquara Verde

## Villes voisines
Caçador est voisine des municipalités (municípios) suivantes :
- Água Doce
- Arroio Trinta
- Calmon
- Fraiburgo
- General Carneiro dans l'État du Paraná
- Lebon Régis
- Macieira
- Rio das Antas
- Videira

## Source
- (pt) Cet article est partiellement ou en totalité issu de l’article de Wikipédia en portugais intitulé « Bandeira de Caçador » (voir la liste des auteurs).